# Frequencerz
Frequencerz is een Nederlands hardstyleduo, bestaande uit Pepijn Hol en Niels Koster.  
Artiesten als D-Block & S-te-Fan en Deepack brachten hun muziek op grote festivals. In 2009 tekenden ze bij het label Fusion Records. Inmiddels hebben ze op een aantal festivals gestaan, waaronder Defqon.1, Decibel Outdoor en The Qontinent. Daarnaast werken ze samen met B-Front onder de naam B-Freqz. Op 31 mei 2024 kondigde het duo aan dat ze gaan stoppen. Ze verklaarden: "We willen stoppen op een hoogtepunt." Frequencerz blijft actief tot de zomer van 2025 onder de noemer The Last Run. 
Op 16 augustus 2025 draaiden Pepijn en Niels 'The Final'. Dat was de naam van de set die zij op Decibel Outdoor ten gehore brachten; de allerlaatste set van Frequencerz ooit.

## Discografie
| Uitgave                                                 | Alias                                  | Label                                  | Jaar |
| ------------------------------------------------------- | -------------------------------------- | -------------------------------------- | ---- |
| Zelda                                                   | Frequencerz                            |                                        | 2005 |
| Keyboard (Frequencerz presents Base Abuse remix)        | Keyboard Cat                           |                                        | 2009 |
| Tomorrow & Beyond / Wishes                              | Frequencerz                            | DJ's United Orange Records             | 2009 |
| Rawk / Convictive                                       | B-Ware & Frequencerz                   | DJ's United Orange Records             | 2009 |
| Phaser / Driver                                         | Frequencerz                            | Fusion Records                         | 2010 |
| X-Pand                                                  | Frequencerz                            | Fusion Records                         | 2011 |
| Fly With Me                                             | Frequencerz                            | Fusion Records                         | 2011 |
| Rich MF                                                 | Frequencerz                            | Fusion Records                         | 2011 |
| Revolution                                              | Frequencerz                            | Fusion Records                         | 2011 |
| Fight For Survival                                      | Frequencerz & In-Phase                 | Fusion Records                         | 2012 |
| Bitch                                                   | Frequencerz                            | Fusion Records                         | 2012 |
| No Escape (Alcatrazz Anthem 2012)                       | Frequencerz                            | Fusion Records                         | 2012 |
| Attention                                               | Frequencerz                            | Fusion Records                         | 2012 |
| Evolved (Frequencerz Remix)                             | E-Force & Luna                         | A2 Records                             | 2012 |
| Incoming                                                | DJ Thera & Frequencerz                 | Theracords                             | 2013 |
| Bring Back The Funk                                     | Bass Modulators & Frequencerz          | Scantraxx                              | 2013 |
| Burning                                                 | Frequencerz                            | Fusion Records                         | 2013 |
| Our Freedom (Beat The Bridge Anthem 2013)               | Frequencerz                            | Fusion Records                         | 2013 |
| S.T.F.U. / G.T.F.O.                                     | Jack Of Sound & Frequencerz            | Fusion Records                         | 2013 |
| Quakers                                                 | Zany & Frequencerz                     | Fusion Records                         | 2013 |
| Delusion                                                | B-Front & Frequencerz                  | Fusion Records                         | 2013 |
| We Don’t Give A F_ck                                    | Digital Punk & Frequencerz Ft. MC Nolz | A2 Records                             | 2013 |
| Caught In The Fire / Inexcusable                        | Endymion & Frequencerz                 | Neophyte Records                       | 2013 |
| Rockstar                                                | Frequencerz                            | Fusion Records                         | 2013 |
| Insanity                                                | Radical Redemption & Frequencerz       | Minus is More (The Spell of Sin Album) | 2013 |
| Raw & Uncut (Official Qapital 2014 Anthem)              | Frequencerz                            | Q-dance Records                        | 2014 |
| One of a Kind                                           | B-Front & Frequencerz Ft. MC Nolz      | Fusion Records                         | 2014 |
| Men of Steel                                            | E-Force & Frequencerz                  | A2 Records                             | 2014 |
| Hollow                                                  | Frequencerz & Jack of Sound            |                                        | 2014 |
| Fatality                                                | Frequencerz & B-Front                  | Fusion Records                         | 2014 |
| Getting Off                                             | Frequencerz & Titan                    | Fusion Records                         | 2015 |
| A Muse                                                  | Frequencerz                            | Roughstate                             | 2016 |
| Wolfpack                                                | Frequencerz & Tartaros ft. MC Jeff     | Roughstate                             | 2016 |
| Full Control                                            | Frequencerz & Da Tweekaz               | Roughstate                             | 2016 |
| 12FU                                                    | Frequencerz                            | Roughstate                             | 2016 |
| Embrace                                                 | Frequencerz & Zany                     | Roughstate                             | 2016 |
| Shotgun                                                 | Frequencerz ft. MC Jeff                | Roughstate                             | 2016 |
| Snap Your Neck                                          | Frequencerz & Hard Driver              | Roughstate                             | 2016 |
| Shut Up                                                 | Frequencerz & Ran-D                    | Roughstate                             | 2016 |
| Open Your Mind                                          | Frequencerz                            | Roughstate                             | 2016 |
| Gods                                                    | Frequencerz & E-Force                  | Roughstate                             | 2016 |
| Nuclear                                                 | Frequencerz                            | Roughstate                             | 2016 |
| The Unknown                                             | Frequencerz                            |                                        | 2017 |
| Victory Forever (Defqon.1 2017 Anthem)                  | Frequencerz                            | Q-Dance Records                        | 2017 |
| Brave The Storm                                         | Frequencerz                            | Roughstate                             | 2017 |
| Renegades                                               | Frequencerz & Bass Chaserz             | Roughstate                             | 2017 |
| The Ultimate Celebration (Intents Festival 2018 Anthem) | Frequencerz & D-Block & S-Te-Fan       | Scantraxx Evolutions                   | 2018 |
| F The Industry                                          | Frequencerz & Warface                  | Roughstate                             | 2018 |
| Alright                                                 | Frequencerz                            | Roughstate                             | 2018 |
| Ballistic                                               | Frequencerz presents: Stealthmode      | Roughstate                             | 2018 |
| Earthquake                                              | Frequencerz presents: Stealthmode      | Roughstate                             | 2018 |
| Stealthmode                                             | Frequencerz presents: Stealthmode      | Roughstate                             | 2018 |
| Earthquake (Frequencerz Edit)                           | Frequencerz                            | Roughstate                             | 2019 |
| Sons of Anarchy                                         | Frequencerz                            | Roughstate                             | 2019 |